# Henry, Come On
«Henry, Come On» — песня, записанная американской певицей Ланы Дель Рей для её предстоящего десятого студийного альбома. Выпущена 11 апреля 2025 года лейблами Interscope и Polydor как лид-сингл.

## История
Лана Дель Рей представила новую песню «Henry, Come On» 18 января 2024 года, опубликовав в Instagram её название, наложенное на обложку сингла. Она написала «Henry, come on», отметив аккаунт своего продюсера Люка Лэрда в Instagram. Хотя дата релиза изначально не была подтверждена, трек уже был знаком некоторым поклонникам, так как его анонсировали более года назад. Объявляя дату выхода своего альбома The Right Person Will Stay за четыре месяца до этого, Дель Рей заявила: «Счастлива, что вы услышите несколько песен перед Stagecoach, начиная с Henry», имея в виду песню, которая теперь известна как «Henry, Come On». В четверг, 27 марта, Дель Рей вышла в Instagram, чтобы поделиться обложкой сингла без подписи. Однако она отметила нескольких соавторов, включая Лэрда, Дина Рида и Дрю Эриксона. На снимке Дель Рей смотрит в камеру, одетая в белое кружево с уложенными волнами и приглушёнными красными губами.
Дель Рей выступит на фестивале Stagecoach 2025 в Индио (штат Калифорния), перед началом своего стадионного тура по Великобритании и Ирландии в июне. Она выступит на сцене Palomino Stage 25 апреля, а организаторы фестиваля охарактеризовали её сет как «очень особенный кантри-сет».

## Композиция
«Henry, Come On» — это акустическая баллада и кантри-песня, которая подчёркивает плавную подачу вокала Дель Рей. В песне использована редкая аранжировка, позволяющая её вокалу занять центральное место, когда она поёт: «Я имею в виду, Генри, ну же / Ты / Думаешь, я действительно выберу это? / Все это отменяется и продолжается / Генри, давай / Я имею в виду, детка, давай / Ты / Думаешь, я действительно потеряю это на тебе? / Если ты не сделал ничего плохого / Генри, давай / Последний звонок, эй, вы все / Повесьте его шляпу на стену / Скажите ему, что его ковбойша ушла / Давайте и пошевеливайтесь».
По мнению Billboard «Henry, Come On» это пронзительное размышление о распаде романтических отношений с большим количеством южной иконографии, которая могла бы вписаться в давно ожидаемый кантри-альбом певицы: «Все эти кантри-певцы / И их одинокие поездки в Хьюстон / Ну, знаете, оседлый тип», — заключает в этой песне Лана Дель Рей.

## Отзывы
Песня получила положительные отзывы музыкальных критиков и интернет-изданий. Уолден Грин из Pitchfork назвал песню «Лучшим новым треком», похвалив её как «пыльную, неторопливую балладу, передающую божественную красоту песен в стиле кантри-вестерн». Он также отметил, что в песнях Дель Рей «тонко переплетаются божественное и обыденное». Робин Мюррей из Clash назвал его «нюансированным введением в её точку перегиба в кантри», и далее высоко оценил «способность Дель Рей строить повествование всего в нескольких словах ставит её впереди своих сверстников, пересаживая целые сценарии в лаконичные поп-песни». В четырехзвездочной рецензии The Harvard Crimson назвал песню «неземным триумфом, в котором есть и трепетная уязвимость, и зрелое чувство разочарования».
Billboard отметил, что «Песня больше похожа на покачивающуюся балладу, чем на гимн Нашвилла, но Дель Рей звучит великолепно на акустической гитаре, когда она представляет свой вариант стандарта разбитого сердца в стиле кантри».

### Итоговые списки
Журнал Paste включил её в список 60 лучших песен 2025 года (№ 49 на середину года).

## Коммерческий успех
В первый же день релиза «Henry, Come On» дебютировал на шестнадцатом месте в глобальном чарте Spotify с 3,36 миллионами потоков, став вторым по величине дебютом Дель Рей на этом сервисе. В США песня дебютировала на десятом месте в Spotify с 981 877 потоками, став её третьим попаданием в первую десятку.

## Чарты
| Чарт (2025)                                  | Высшая позиция |
| -------------------------------------------- | -------------- |
| Канада (Billboard Canadian Hot 100)          | 66             |
| Мир (Billboard Global 200)                   | 72             |
| Ирландия (IRMA)                              | 39             |
| Новая Зеландия (RMNZ)                        | 1              |
| Норвегия (VG-lista)                          | 56             |
| Швеция (Sverigetopplistan)                   | 88             |
| Швейцария (Schweizer Hitparade)              | 60             |
| Великобритания (OCC UK Singles)              | 30             |
| США (Billboard Hot 100)                      | 90             |
| США (Billboard Hot Rock & Alternative Songs) | 14             |